# Rivière aux Pins (rivière Beaurivage)
Pour les articles homonymes, voir Pin, Les Pins (homonymie) et Rivière aux Pins.
La rivière aux Pins est un affluent de la rivière Beaurivage laquelle est un affluent de la rive ouest de la rivière Chaudière (versant de la rive sud du fleuve Saint-Laurent). Elle coule dans les municipalités de  Saint-Agapit et de Saint-Gilles dans la municipalité régionale de comté (MRC) de Lotbinière, dans la région administrative de Chaudière-Appalaches, au Québec, au Canada.

## Géographie
Les principaux bassins versants voisins de la rivière aux Pins sont :
- côté nord : rivière Rouge, rivière Noire, rivière Aulneuse, rivière Beaurivage ;
- côté est : rivière Beaurivage, rivière Chaudière ;
- côté sud : rivière Henri (Leclercville), rivière Beaurivage ;
- côté ouest : rivière du Loup (Chaudière), rivière Henri, rivière aux Cèdres.

La rivière aux Pins prend sa source dans la municipalité de Saint-Gilles, sur la limite avec la municipalité de Dosquet. Cette zone de tête est située à l'ouest de la route 116, au nord-est du centre du village de Dosquet et au sud-ouest du village de Saint-Agapit.
À partir de sa source, la rivière aux Pins coule sur 19,4 km répartis selon les segments suivants :
- 0,6 km vers l'est, jusqu'à la route 116 ;
- 3,0 km vers l'est, jusqu'à la limite municipale de Saint-Gilles ;
- 2,1 km vers le nord-est, dans Saint-Gilles, en parallèle (du côté sud-est) à la limite municipale de Saint-Agapit ;
- 2,0 km vers le nord-est, jusqu'à la route qu'elle coupe à 0,6 km au nord-ouest du centre du village de Saint-Agapit ;
- 5,7 km vers le nord-est, dans Saint-Agapit, jusqu'à la limite de Saint-Gilles ;
- 0,8 km vers le nord-est, dans Saint-Gilles en traversant la route 273, jusqu'à la limite de Saint-Agapit ;
- 1,0 km vers le nord-est, jusqu'à la limite de Saint-Gilles ;
- 3,9 km vers le nord-est, en recueillant le ruisseau Laflamme (venant du sud-ouest) et la rivière du Loup (venant de l'ouest), jusqu'à la route 269 ;
- 0,3 km vers l'est, jusqu'à sa confluence.

La rivière aux Pins se déverse sur la rive ouest de la rivière Beaurivage au sud du hameau Pointe-Saint-Gilles, dans Saint-Gilles.

## Toponymie
Le toponyme Rivière aux Pins a été officialisé le 5 décembre 1968 à la Commission de toponymie du Québec.